# Factorio
Factorio es un videojuego de estrategia en tiempo real desarrollado por Wube Software. Ha estado disponible como videojuego de acceso anticipado desde 2013 y ha sido lanzado oficialmente el 14 de agosto de 2020. Una campaña de Indiegogo para reunir fondos recaudó más que su objetivo, y se han vendido versiones de acceso anticipado a través de la plataforma Steam.
El juego sigue a un ingeniero que se estrelló en un planeta alienígena y debe cosechar recursos y crear la industria para construir un cohete; sin embargo, como juego de mundo abierto, el fin de la historia no es necesariamente el final del juego. El juego tiene modos de un jugador y multijugador.

## Jugabilidad
Factorio es un juego de recolección de recursos con elementos de estrategia y horror de supervivencia en tiempo real, con influencias de los mods BuildCraft e IndustrialCraft para el juego de ordenador Minecraft. El jugador sobrevive localizando y cosechando recursos para fabricar diversas herramientas y máquinas, que a su vez crean materiales más avanzados que permiten la progresión a tecnologías y máquinas más sofisticadas. El juego progresa a medida que el jugador continúa construyendo y gestionando su sistema automatizado de estilo fábrica, que automatiza la minería, el transporte, el procesamiento y el ensamblaje de recursos y productos. Los jugadores investigan tecnologías avanzadas que les permiten crear nuevas estructuras, artículos y actualizaciones, comenzando con la automatización básica y eventualmente conduciendo a la refinación de petróleo, aviones teledirigidos y armaduras de potencia.
La versión actual del juego se "gana" formalmente lanzando un cohete con un satélite, aunque elegir ignorar este objetivo y en su lugar seguir construyendo una fábrica es posible, ya que Factorio es un juego de mundo abierto. La construcción de un cohete requiere enormes cantidades de recursos, motivando al jugador a establecer una fábrica de gran tamaño y eficacia para lograr este objetivo. Hay logros para terminar el juego en menos de 15 y menos de 8 horas, lo que indica el tiempo de finalización esperado para un jugador hábil. El récord mundial de velocidad para un jugador desde febrero de 2023 es de 1 hora 22 minutos y 59 segundos; sin embargo, ese juego fue creado usando una simiente de mapa favorable y aliens establecidos en condiciones pacíficas, condiciones que normalmente no se consideran engañosas pero permiten un juego más controlado.

### Combate
El jugador está preocupado por defenderse a sí mismo y a su fábrica de la cada vez más agresiva fauna autóctona del planeta, que se vuelve cada vez más hostil a medida que aumentan las emisiones contaminantes creadas por la industria del jugador, lo que requiere considerar el equilibrio entre la producción del jugador y la agresividad del enemigo.

### Multijugador
El modo multijugador permite a las personas, tanto a nivel local como a través de Internet, jugar juntos de forma cooperativa. Factorio soporta tanto servidores dedicados como servidores de escucha alojados en reproductores. En el pasado, el juego usaba conectividad peer-to-peer, sin embargo, esto se eliminó a medida que se desarrollaban opciones más robustas. Los archivos guardados del mundo se pueden cargar fácilmente con un solo o multijugador. De forma predeterminada, todos los jugadores de un servidor comparten tecnología, a menos que el host del servidor haya establecido un sistema de múltiples equipos. Hay fuego amigo presente. Mientras que el límite duro para los jugadores es 65.535, los servidores más populares fueron capaces de manejar un poco más de cien jugadores.
A partir de la actualización 0.15 del juego, los jugadores también pueden compartir planos de construcción con otros jugadores en su servidor, a través de una biblioteca pública de planos del servidor.

### Modificaciones hechas por el usuario
El juego fue diseñado para ser personalizable a través de mods para crear contenido adicional, como modificaciones a la jugabilidad o retexturación de elementos visuales. Los desarrolladores ofrecen un portal en línea en el sitio web de Factorio para que los desarrolladores de mod puedan alojar su contenido. Para ayudar a soportar la comunidad de modding, hay un administrador de mods en el juego que permite a los jugadores descargar rápidamente los mods alojados en el sitio web de Factorio. Las modificaciones al juego se pueden escribir en Lua.

## Desarrollo
El juego ha sido desarrollado por un equipo de desarrolladores de Praga desde mediados de 2012. El equipo de desarrollo consistía originalmente en una sola persona, pero se ha hecho más grande. Wube Software (/ˈwuːˌbɛ/) fue creado en septiembre de 2014 por Michal Kovarik y Tomas Kozelek en Praga, República Checa. Para financiar el juego, el equipo de desarrollo inició una campaña en Indiegogo, que comenzó el 31 de enero de 2013 y concluyó el 3 de marzo de 2013. La campaña recaudó 21.626 euros del objetivo de 17.000 euros. Tras el éxito de la financiación masiva, Wube vendió ediciones tempranas del juego para recaudar más fondos. El desarrollador atribuye la versión de abril de 2014 del tráiler del juego como un importante impulsor de esas ventas. A julio de 2017, el equipo consta de 15 miembros.
Uno de los diseñadores del juego citó los mods "IndustrialCraft" y "BuildCraft" Minecraft para inspirarse durante el desarrollo del juego.
El juego salió a la venta en Steam Early Access el 25 de febrero de 2016, y sus desarrolladores han hecho posible su lanzamiento completo en el verano de 2020.

## Marketing y Ventas
El juego actualmente se vende al por menor en $30 a través del sitio web del desarrollador; también está disponible en Steam a $30 o 25€ en Europa.
En el verano de 2017, Wube Software anunció que Factorio superó el millón de copias vendidas.
En diciembre de 2017, el desarrollador también lanzó una tienda de mercancías, que actualmente ofrecía camisetas con el logotipo del juego. A abril de 2024 la tienda se encuentra cerrada.

## Trama
El juego sigue la historia de un astronauta que se estrelló en un planeta alienígena. Como único superviviente, tiene que cosechar sus recursos a mano para construir una infraestructura industrial y eventualmente construir un cohete y enviar un satélite al espacio, mientras se enfrenta a los habitantes del planeta que defienden su entorno natural de la contaminación y destrucción por el jugador.
Sin embargo, la historia tiene un mínimo protagonismo en el modo de juego, ya que Factorio es principalmente un juego tipo sandbox (mundo abierto). Hay una pequeña campaña, que en su mayoría pretende servir como tutorial y mostrar algunos de los principales elementos del juego.